# Sandy Bay (ort i Honduras, Departamento de Islas de la Bahía, lat 16,33, long -86,56)
Sandy Bay är en ort i Honduras.   Den ligger i departementet Departamento de Islas de la Bahía, i den norra delen av landet, 260 km norr om huvudstaden Tegucigalpa. Sandy Bay ligger 47 meter över havet och antalet invånare är 1 072. Den ligger på ön Isla de Roatán.
Terrängen runt Sandy Bay är platt. Havet är nära Sandy Bay västerut.  Närmaste större samhälle är Coxen Hole, 3,1 km öster om Sandy Bay. 